# Estamenya

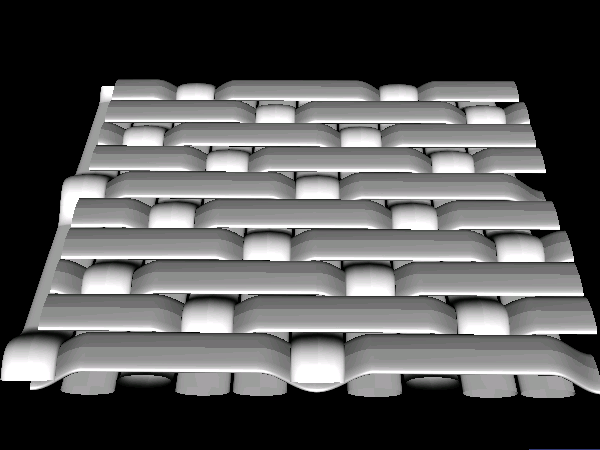
Teixit de sarja. L'estamenya seria un sarja de llana.

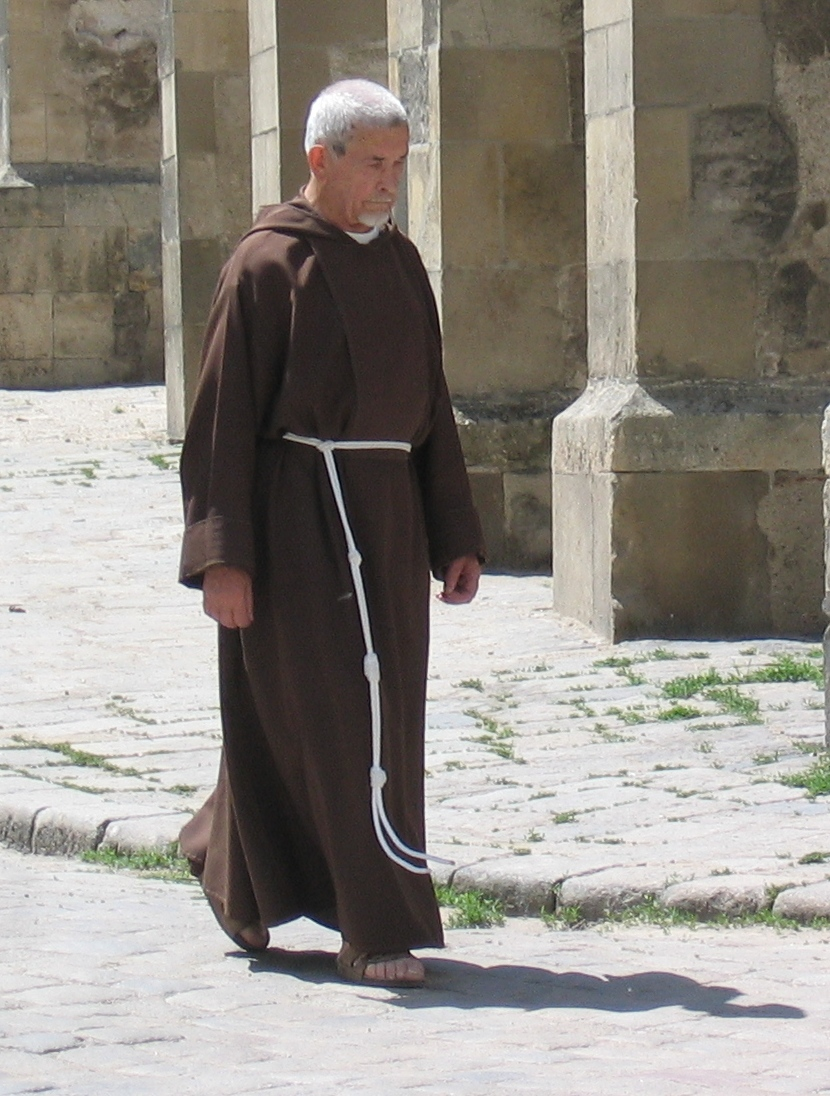
Frare caputxí vestit amb l'hàbit actual. Els hàbits antics solien ser d'estamenya.

El terme estamenya (del llatí staminea, derivat d'stamen «estam») fa referència a un tipus de teixit de llana pentinada. També es coneix com a «teixit de llana o estam».
Al llarg del temps la seva consideració ha variat de forma important. Originalment, es tractava d'una tela d'una certa categoria, teixida amb estam (fil de llana pentinada, conservant les millors fibres). En èpoques posteriors, l'estamenya de llana fou considerada com una tela senzilla i ordinària. Hi ha documentades teles d'estamenya basades en seda, cotó o barreges de fils de fibres diferents.
En l'actualitat, l'estamenya o etamina (del francès étamine) és un teixit poc espès de fils gruixuts, amb aspecte rústic, com si fos treballat de manera artesanal. No obstant això, presenta un tacte rígid propi de les teles amb «cos» a causa l'alta torsió de les fibres que el componen.
És una tela resistent i duradora que s'utilitza per a la confecció de roba informal en la temporada primavera-estiu, si és de cotó 100 % o mescla de cotó. Les estamenyes de llana o mescla de llana, que poden ser jaspiades, i les de mescla de polièster i raió serveixen per a sastrería i roba d'oficina.

## Definicions
- 1674. Sebastián de Covarrubias[7]

| «                                                                      | Estameña, tela conocida, dicha así por ser la urdimbre y trama de estambre. | » |
| — Tesoro de la lengua castellana o española. Sebastián de Covarrubias. |                                                                             |   |

- 1743. Étamine, en francès.[8]
- 1794. En una obra traduïda del francès només es fa referència a les estamenyes teixides amb llana i seda.[9]
  - Estamenyes llises (fines, semi-fines i ordinàries)
  - Estamenyes revirades
  - Estamenyes estampades
- 1836. "Estamenha", en portuguès: "Tecido delgado de lan, pouco tapado"[10]
- 1839. "Estamenya. Teixit de llana ordinari i senzill".[11]
- 1840. L'obra Diccionario teórico, práctico, histórico y geográfico de comercio, patrocinada per la Junta de Comerç de Barcelona, esmenta estamenyes molt diverses.[12]

- 1853. Diccionario de materia mercantil, industrial y agrícola. José Oriol Ronquillo y Vidal. Vegeu "estameña".[13]

## Documents
- 1370. Hi ha un document que detalla algunes de les banderes i penons d'estamenya de l'estol català de deu galeres que va formar part de les 32 galeres que acompanyaren el papa Urbà V des d'Itàlia fins a França. Aquest estol fou cedit per Pere el Cerimoniós.[14][15]
- 1464. València. Bandera d'estamenya.[16] (Vegeu Senyera del País Valencià).
- 1491. El Llibre del coch esmenta l'estamenya emprada com a colador.[17]
- 1503. "... un mongil d'estamenya negre quasi nou..."[18]
- 1541.[19]

| « | ... En Damià Armengol, teixidor de llana, responent, qui jura a nostre Senyor Déu, etc. Fonch interrogat [de] una peça de estamenya que és stada attrobada en lo teler en casa sua pròpria de aquell, o que diga de qui és. E dix que stà en veritat que ell, responent, acostuma en sa casa a teixir algunes estamenyes e draps de molts particulars .... | » |

- 1637. Hàbits de monges d'estamenya basta.[20]
- 1666. Peça d'estamenya robada per un soldat.[21]
- 1678. Estamenya quinzena (de 15 centenes de fils) teixida a Mallorca.[22]
- 1690. Diverses estamenyes esmentades en el plet de la cartoixa del Paular.[23]
- 1797. "Estameñas de lino" teixides a Jerez de los Caballeros (Badajoz).[24]
- 1837. En el llibre La cuynera catalana es parla de l'estamenya usada com a colador.[25]